# Su Song

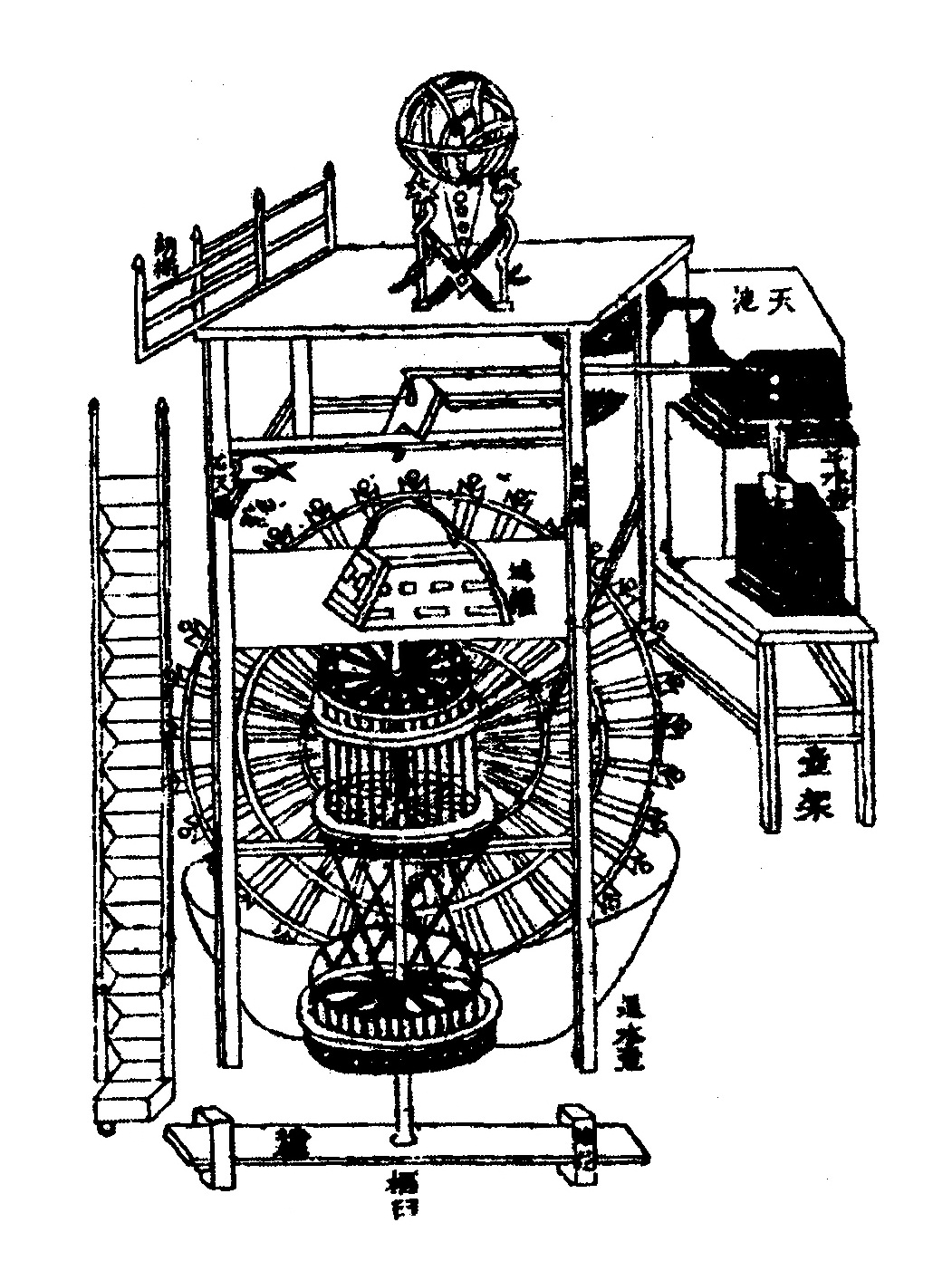
Oryginalny szkic z książki Su Songa, pokazujący przekrój jego zegara

Su Song (chiń. upr. 苏颂; chiń. trad. 蘇頌; pinyin Sū Sòng; ur. 1020, zm. 1101) – jeden z największych uczonych chińskich, człowiek renesansu epoki Song: astronom, kartograf, farmakolog, zoolog, botanik, poeta i inżynier. Pełnił także funkcje urzędnicze, m.in. ambasadorskie. Jednym z jego największych osiągnięć było zbudowanie zegara wodnomechanicznego.
Su Song był konstruktorem dwunastometrowej wieży zegarowej w średniowiecznym Kaifengu, z napędzanym wodą mechanicznym zegarem, w którym zastosował mechanizm wychwytowy (mechanizm stosowany do dzisiaj w zegarkach mechanicznych). Mechanizm wychwytowy zastosowany w zegarze przez Su Songa, został wcześniej wynaleziony przez mnicha buddyjskiego Yi Xinga i urzędnika państwowego Liang Lingzana w 725 r. Był stosowany do sterowania napędzaną hydraulicznie sferą armilarną, chociaż sfera armilarna Su Songa była pierwszą, która miała mechaniczny mechanizm zegarowy. W wieży zegarowej Su Songa została po raz pierwszy zastosowana przekładnia łańcuchowa; tian ti (天梯, „niebiańska drabina”), jak ją nazywał w swoim traktacie. Dzięki 133 mechanizmom zegar wskazywał i wybijał godziny. Traktat Su Songa o wieży zegarowej, Xinyi Xiangfayao (新儀象法要), przetrwał do dziś, chociaż został napisany w 1092 r. i wydrukowany w 1094 r. Książka była analizowana przez wielu historyków m.in. Josepha Needhama. Jednak sam zegar został zdemontowany podczas najazdu Dżurdżenów w 1127 r. i chociaż starano się go ponownie zamontować, to jednak te próby zakończyły się niepowodzeniem. Chociaż Xinyi Xiangfayao jest jego najbardziej znanym dziełem, znane są również inne jego prace m.in. traktat o farmakologii Bencao Tujing (Ilustrowana farmakopea). W tym ostatnim dziele omawiał również tematy związane z mineralogią, zoologią, botaniką i metalurgią.
Chociaż jezuici, którzy w latach późniejszych odwiedzali Chiny, tacy jak Matteo Ricci i Nicolas Trigault, wspominali o chińskich zegarach, w których był napęd mechaniczny, dawni Europejczycy błędnie sądzili, że Chińczycy nie wyszli poza poziom klepsydry, świeczki i zegara słonecznego. Wierzyli, że zegary mechaniczne były czymś nowym dla Chińczyków oraz były czymś wartościowym, co Europa mogła im zaoferować. Chociaż nie tak widoczne jak w czasach dynastii Song, teksty z czasów dynastii Ming (1368–1644) opisywały prawie nieprzerwaną historię projektów i wzorów zegarów mechanicznych w Chinach od XIII do XVI wieku.

## Życiorys
Su Song urodził się w pobliżu miasta Quanzhou (na terenie należącym obecnie do prowincji Fujian). Astronomią interesował się od młodości – studiował ruchy nieba z wykorzystaniem małej sfery armilarnej, którą miał w domu. Podobnie jak współczesny mu Shen Kuo (1031–1095) był polihistorem; jego talenty szybko dały o sobie znać – po egzaminach cesarskich w 1042 roku zdobył najwyższy tytuł jinshi. Według jego kolegi z cesarskiej Akademii Hanlin, Ye Mengde (1077–1148), Su zdobył owo najwyższe wyróżnienie za pracę o chińskich kalendarzach. Został redaktorem w Akademii Hanlin, zajmującej się m.in. przygotowaniem wydań ksiąg klasycznych i komentarzy do nich. Tam w 1063 roku Su Song dokonał gruntownej redakcji księgi Huainanzi z czasów dynastii Han. W wolnych chwilach zajmował się poezją i zbieraniem antyków.
Zainteresowania kalendarzem i astronomią pomogły mu w karierze urzędniczej, w której doszedł do rangi ministra ds. personelu, a dokładniej wiceministra (shilang). Następnie został ministrem sprawiedliwości (xingbu shangshu) (1086). Pod koniec kariery tytułowano go m.in. Cesarskim Nauczycielem Jego Wysokości Następcy Tronu, Wielkim Protektorem Armii czy Kaiguo Markizem Wukong. Jako polityk nie zaangażował się w spór między reformatorami, którym przewodził Wang Anshi, a konserwatywnym stronnictwem pod wodzą Sima Guanga.
Dwukrotnie, w 1068 i 1077 roku, odbywał misje ambasadorskie do państwa Kitanów – Liao. Podczas misji 1077 roku zorientował się, że kitański kalendarz jest dokładniejszy od chińskiego. Różnica między kalendarzami mogła spowodować skandal dyplomatyczny, ponieważ chińska delegacja miała złożyć cesarzowi Liao życzenia z okazji przypadających na przesilenie zimowe urodzin. Ambasadorowie – na podstawie chińskiego (błędnego) kalendarza – mieli zamiar złożyć je w niewłaściwym dniu. Su Song, dzięki erudycji i znajomości klasyków, zatuszował różnice i przekonał gospodarzy, by zgodzili się na złożenie przez chińską delegację gratulacji w dniu, w którym zamierzała, dzięki czemu błąd nie wyszedł na jaw i honor Chin nie ucierpiał.
Po powrocie przyznał jednak przed cesarzem Zhezongiem, że to kitański kalendarz był dokładniejszy; wiadomość ta spowodowała usunięcie z pracy całego personelu Biura Astronomii i – co ważniejsze – skłoniła cesarza do sfinansowania budowy wieży zegarowej, która dokładnością miała przewyższyć kitańskie osiągnięcia. W latach 1081–1083 na polecenie dworu skompilował obszerną i szczegółową historię stosunków Song–Liao od czasów zawarcia pokoju w 1005 roku. Dzieło to, Huayi luwei xinlu, zawierało dokładne opisy obyczajów Kitanów, struktury ich rządów, mapy i trasy podróży songowskich wysłanników; wiadomo też, że kilka rozdziałów dotyczyło kwestii rytualnych. Niestety, jedynie przedmowa zachowała się w dziełach zebranych Su Songa.

## Osiągnięcia naukowe

### Farmakologia, botanika, zoologia i mineralogia

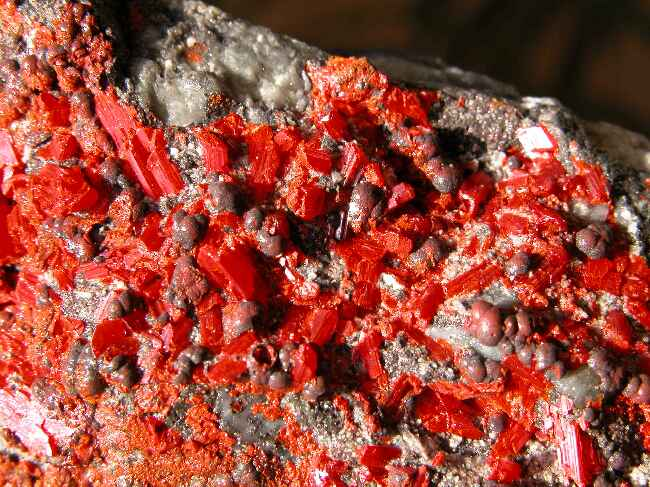
Su skategoryzował i dokładnie opisał właściwości wielu minerałów, w tym m.in. realgaru (na ilustracji)

W 1070 roku Su Song wraz z zespołem uczonych zredagował Bencao Tujing (Ilustrowaną farmakopeę), z oryginalnego materiału źródłowego zebranego w latach 1058–1061; było to przełomowe dzieło w botanice farmakologicznej, a także zoologii i mineralogii. Podczas opracowywania źródeł farmaceutycznych Su współpracował z uczonymi takimi jak Zhang Yuxi, Lin Yi i Zhang Dong. Traktat zawiera informacje o wielu lekach, m.in. o wykorzystaniu efedryny do celów leczniczych. Obejmuje też wiele cennych treści z dziedziny metalurgii, przemysłu żelaznego i stalowego w jedenastowiecznych Chinach. Su Song usystematyzował opisy minerałów i ich zastosowań w medycynie, np. wykorzystywanie różnych form miki w leczeniu niestrawności. Pisał o strukturze rodzimego cynobru, znakach, jakie towarzyszą złożom rud i opisywał różne formy krystaliczne. Podobnie jak późniejszy, niemiecki uczony Georgius Agricola, który pisał o żyłach złóż tworzonych przez wody krążące pod powierzchnią ziemi, Su Song opisywał tworzenie się żył węglanu miedzi (wcześniej jeszcze księga Rihua Bencao z 970 roku opisywała taki proces w odniesieniu do siarczanu miedzi). W swej księdze Su jako pierwszy w Chinach daje farmaceutyczne opisy roślin takich jak len, pokrzywa Urtica thunbergiana i Corchoropsis tomentosa. Według Edwarda H. Schafera, Su dokładnie opisał najszlachetniejszą odmianę realgaru (z Wudu Shan): ciemnoczerwony kolor, występowanie (buły w wąwozie rzecznym) i formę – zbitą, drobnokrystaliczną masę, w której tkwią większe kryształy; zaznaczył wielkość (od groszku do orzecha włoskiego) i przezroczystość kryształów wysokiej jakości. Powołując się na starożytne dzieła autorstwa Zheng Xuana (127–200), Su uważał, że lekarze z czasów dynastii Zhou (1046–256 p.n.e.) używali realgaru jako lekarstwa na wrzody. „Pięcioma truciznami” wykorzystywanymi w leczeniu choroby wrzodowej w okresie Zhou – jak uważano za czasów Su Songa – miały być cynober, realgar, chalkantyt, ałun i magnetyt.
Su systematycznie opisywał zwierzęta i środowisko, w jakim można je było znaleźć, m.in. różne gatunki słodko- i słonowodnych krabów. Zauważył na przykład, że słodkowodny krab Eriocher sinensis występuje zarówno w płynącej przez Anhui Huai He, w ciekach wodnych w pobliżu stolicy, jak również w stawach i bagnach Hebei. Książka Su zachowała się jako kopia w Bencao gangmu Li Shizhena (1518–1593), lekarza i farmakologa z czasów dynastii Ming (1368–1644).

### Astronomia

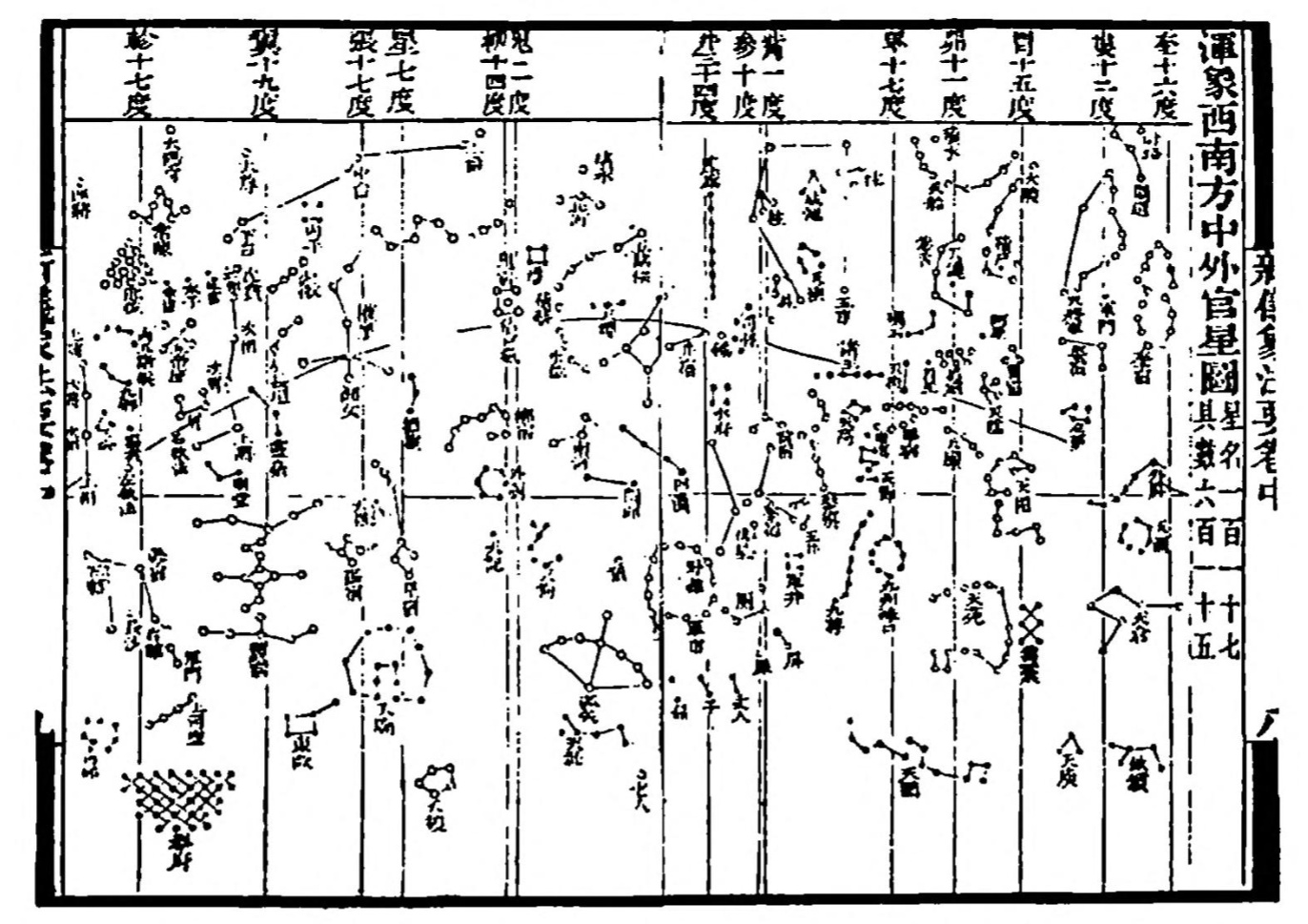
Mapa nieba wykorzystująca odwzorowanie walcowe, z dzieła Su Songa Xinyi Xiangfayao, 1092

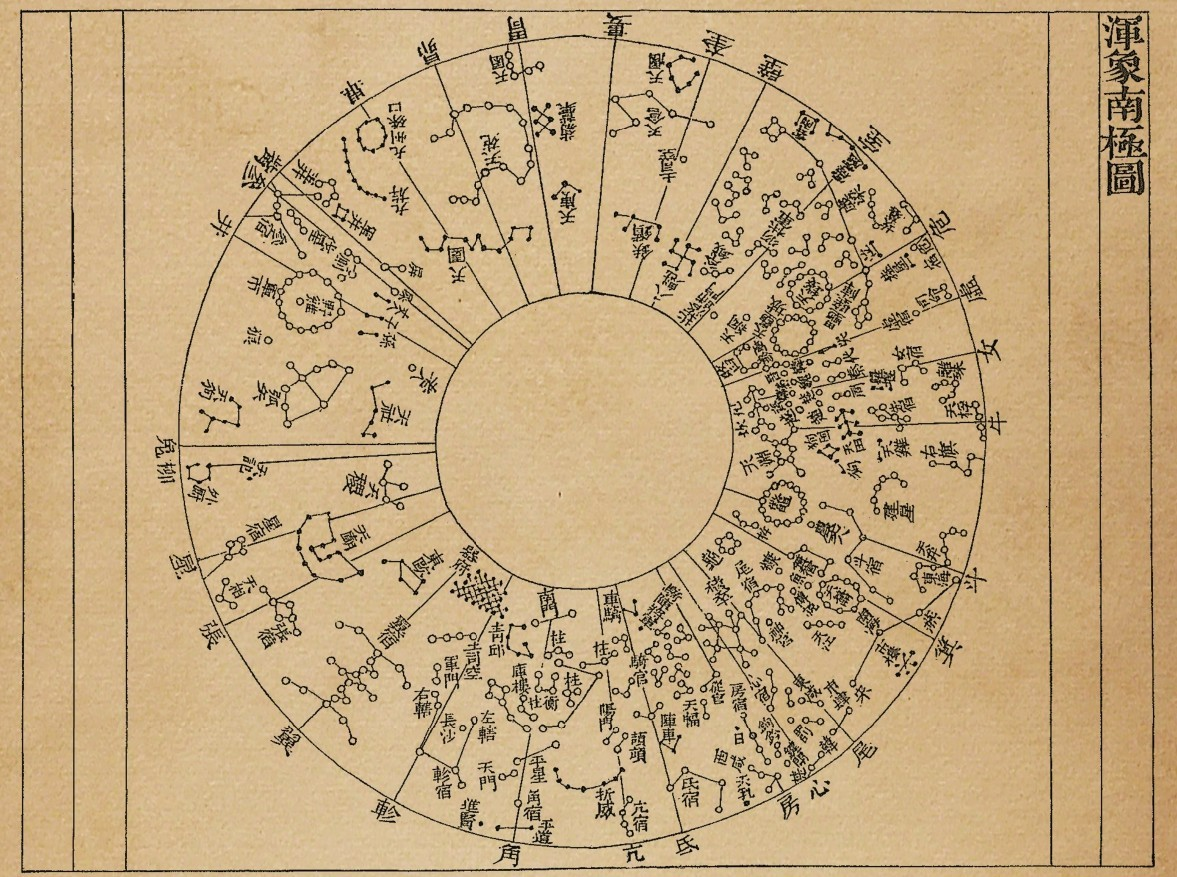
Mapa południowej półsfery niebieskiej, z pustym obszarem wokółbiegunowym, z Xinyi Xiangfayao

Su Song zgromadził wokół siebie grono doskonałych inżynierów i astronomów, z którymi współpracował przy różnych projektach. Efektem tych prac był jeden z najświetniejszych chińskich traktatów horologicznych, Xinyi Xiangfayao (dosł. „Podstawy nowej metody mechanizacji obrotu sfery armilarnej i globusa niebiańskiego”), napisany w 1092 roku i stanowiący opus magnum autora. Szczęśliwie księga ta zachowała się do naszych czasów, łącznie z 47 ilustracjami ukazującymi szczegółowo detale konstrukcji mechanizmów wieży zegarowej, wzniesionej przez Su.
Xinyi Xiangfayao składa się z trzech części:
- Pierwsza opisuje budowę sfery armilarnej, ilustrując ją rycinami całego urządzenia, a także jego elementów[27].
- Druga zawiera atlas nieba, składający się z pięciu map: po jednej dla północnej i południowej półkuli niebieskiej, w odwzorowaniu azymutalnym równoodległościowym; dwóch dla obszarów wokół równika niebieskiego (ok. 50°N do 60°S) w odwzorowaniu walcowym (zbliżonym do rzutu Merkatora), w którym koła godzinne między poszczególnymi domami lunarnymi (xiu) były kołami wielkimi, równoległymi do południka niebieskiego. Gwiazdy były zaznaczone na mapie w odległościach od równika odpowiadającym kątowym odległościom do bieguna niebieskiego[29]. Ostatnia mapa to region wokół północnego bieguna niebieskiego (południowy obszar wokółbiegunowy jest pozostawiony pusty)[30]. Tworząc atlas, Su wykorzystał wyniki obserwacji swego przyjaciela, Shen Kuo, wprowadzając m.in. dokładniejszą pozycję bieguna północnego względem gwiazdy polarnej. Zakładając czas powstania map na okres druku dzieła, są to najstarsze, drukowane chińskie mapy nieba, jakie się zachowały[30].
- Trzecia część traktatu to opis mechanizmu napędzającego zegar wieży astronomicznej[27].

### Horologia i inżynieria

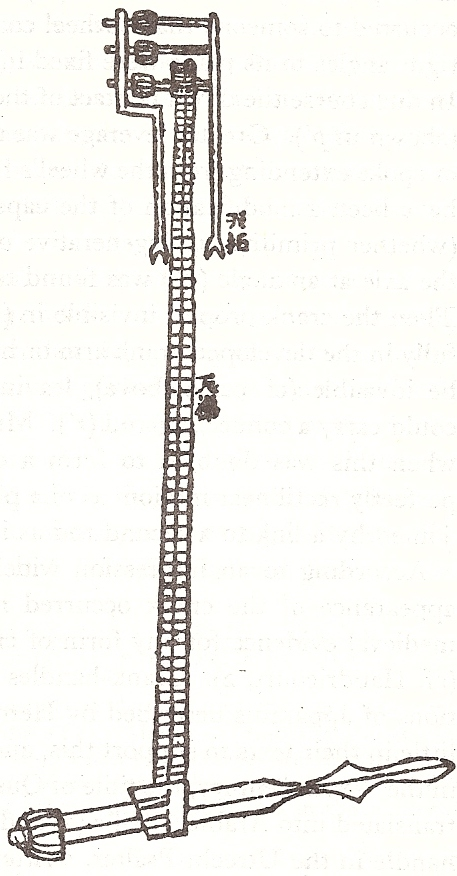
Oryginalna rycina z dzieła Su Songa, przedstawiająca napęd łańcuchowy – w XI w. nowość na skalę światową

W 1086 roku cesarz Zhezong nakazał budowę zegara astronomicznego. Symboliczny związek między mechaniką nieba a mechaniką zegara (oraz między Mandatem Niebios a władzą cesarską) był jednym z powodów, dla których cesarz zdecydował o budowie zegara. Symbolikę tę ukazywał też fakt, że obraz wodnego zegara astronomicznego umieszczany był na wozach biorących udział w wielkich procesjach podczas uroczystości państwowych, co widać na przykład w grafikach zebranych w Ilustracjach Wielkiej Procesji Cesarskich Powozów z 1053 roku.
Zbudowana w Kaifengu dwunastometrowa wieża, zawierająca napędzany wodą mechaniczny zegar astronomiczny, była największym dziełem Su Songa. Wykorzystał on pomoc Han Gongliana, sekretarza w Ministerstwie Służby Państwowej, który dzięki swej rozległej wiedzy matematycznej, mógł przeprowadzić niezbędne obliczenia do konstrukcji mechanizmu wieży. Najpierw Su wykonał niewielki model drewniany w 1088 roku, testując jego budowę. Po sprawdzeniu konstrukcji, na polecenie cesarskie wykonano pełnoskalową konstrukcję, do której w 1090 roku wykonano wieńczące ją elementy brązowe. Prezentując swą wieżę zegarową cesarzowi, Su Song zharmonizował przepływ wody napędzającej urządzenie z nieprzerwanym ruchem niebios, który to ruch symbolizował nieprzerwaną moc cesarza. W 1094 roku Su Song wydał dzieło opisujące zegar (część wspomnianego Xinyi Xiangfayao), w której użył do opisu mechanizmu zegara terminologii związanej z imperialną symboliką. Tak więc główny pionowy wał napędowy stał się „Filarem Nieba”, jego dolne łożysko – „Biegunem Ziemskim”, a skośne koło napędowe: „Kołem Niebiańskim”.
Ukończona konstrukcja mogła się poszczycić wieloma nowatorskimi rozwiązaniami. Na szczycie znajdowała się napędzana przez mechanizm wodny sfera armilarna, ważąca 10 do 20 ton oraz brązowy globus nieba o średnicy ok. 1,3 metra. Mechanizm zegarowy napędzał też figurki ubrane w typowe stroje chińskie, które o określonych porach wyłaniały się z miniaturowych drzwiczek i pokazywały plakietki z wypisaną godziną; upływ czasu sygnalizował dźwięk bębnów i dzwonów. Wymagało to zastosowania złożonego mechanizmu przekładni, zmieniającego ruch pionowy na poziomy, a przede wszystkim skutecznego mechanizmu wychwytowego, by umożliwić regularną pracę. Wszystko to zamknięte było w ozdobnej chińskiej pagodzie. Po ukończeniu, wieżę nazwano Shui Yun Yi Xiang Tai, czyli „Wieżą Napędzanych Wodą Sfery i Globusa”.
J. Needham zaznacza, że po wynalezieniu mechanizmu wychwytowego ok. 725 roku (czasy dynastii Tang), bardzo rozwinęło się wytwarzanie kół zębatych i mechanizmów sprzęgłowych z żelaza i brązu, aczkolwiek kontynuowano też budowanie mechanizmów drewnianych, które m.in. nie wymagały tak intensywnego smarowania. Arcymistrzowskie dzieło Su Songa było więc ukoronowaniem procesu długiego rozwoju myśli technicznej.
Całkowitą nowością było zastosowanie napędu łańcuchowego, którego najstarszy zachowany opis znajduje się w Xinyi Xiangfayao. Aczkolwiek maszyny wykorzystujące zamknięte pętle znane były już wcześniej (choćby chińskie pompy łańcuchowe znane od II w. n.e.), był to pierwszy znany wypadek, gdy zamkniętą pętlę wykorzystano wyłącznie do przenoszenia energii między częściami urządzenia.

## Dziedzictwo konstrukcji Su Songa

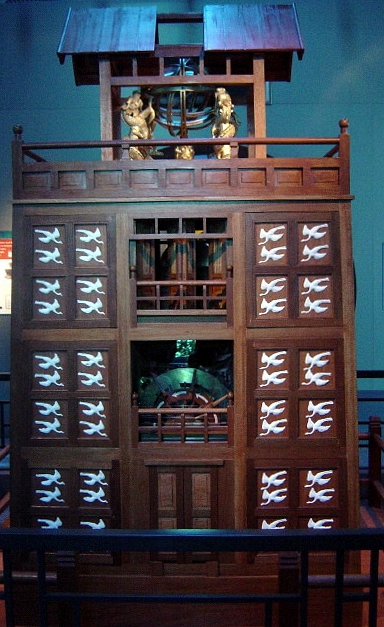
Model zegara astronomicznego Su Songa

Kilkadziesiąt lat po śmierci konstruktora, stołeczny Kaifeng został oblężony i zdobyty w 1126 roku przez Dżurdżenów, armię wywodzącą się z Mandżurii Dynastii Jin. Najeźdźcy rozebrali wieżę zegarową i w częściach przewieźli do własnej stolicy (współcześnie Pekin), gdzie ją odtworzyli, jednak ze względu na wielką złożoność mechanizmu, nie byli w stanie poprawnie jej reperować; ponadto, ze względu na różnicę szerokości geograficznej między Kaifengiem a Pekinem, montaż paralaktyczny sfery armilarnej nie był prawidłowo zorientowany na biegun niebieski i konieczne były poprawki. W 1195 roku wieżę zniszczył piorun. Mechanizm nie został już odtworzony, odrestaurowano jedynie sferę armilarną, która ostatecznie, między rokiem 1214 a 1216 wpadła w ręce następnych najeźdźców – Mongołów. Istniała, aczkolwiek uszkodzona, jeszcze w 1264 roku.
Po przenosinach dynastii Song na południe, uczeni, w tym dawni współpracownicy Su Songa, starali się odtworzyć jego dzieło. Yuan Weizhi próbował bez powodzenia zbudować sferę armilarną. Syn Su Songa, Su Xi, dostał w 1144 roku polecenie zbudowania nowego zegara astronomicznego. Su Xi przestudiował pisma ojca, ale nie zdołał sporządzić planów, na podstawie których można było zbudować zegar. Jedynie Shao E odlał dwie brązowe sfery, które choć proste i bez mechanizmu napędowego, umożliwiały jednak prowadzenie obserwacji. Zhu Xi, sławny filozof południowosongowski, usiłował odtworzyć zegar Su Songa, ale także nie odniósł sukcesu.
Jak zaznaczył sinolog i historyk Derk Bodde, zegar astronomiczny Su Songa nie spowodował powstania licznych zegarów, masowo produkowanych do powszechnego użytku; było to bowiem przedsięwzięcie sponsorowane przez państwo i przeznaczone do użytku cesarskich astronomów i astrologów. Niemniej wiedza o sporządzaniu takich maszyn nie umarła wraz z Su Songiem. Około 1150 roku pisarz Xue Jixuan zanotował istnienie czterech podstawowych typów zegarów: podstawowej klepsydry wodnej, zegara ogniowego, zegara słonecznego i zegara „z obracającymi się i przeskakującymi sprężynami” (gun tan). Następcy Songów z dynastii Yuan (1279–1368) także byli zainteresowani konstrukcją zegarów mechanicznych. Astronom Guo Shoujing, który od 1276 roku pracował nad odbudową obserwatorium w Pekinie, wzniósł tam napędzaną wodą sferę armilarną i zegar wyposażony w mechanizm wybijający godziny. Za czasów mingowskich konstruowano mechanizmy redukcyjne dla chińskich zegarów, z których część wykorzystywała do napędu nie siłę spadającej wody, lecz zsypującego się piasku; niektóre z zegarów mingowskich wykorzystywały prawdopodobnie redukcję obrotów na przekładniach w miejsce mechanizmu wychwytowego Su Songa. Najwcześniejszy schemat takiego zegara został sporządzony ok. 1370 roku przez Zhan Xiyuana; wykorzystywał on nie tylko koło z pojemnikami pochodzące z konstrukcji Su Songa, lecz także nowość, jaką była tarcza zegarowa, po której krążyła wskazówka, tak jak na ówczesnych zegarach europejskich.

## Dziedzictwo tekstu Su Songa
Po ukończeniu Xinyi Xiangfayao przez Su Songa w 1092 roku i dołączeniu doń ukończonego dzieła monograficznego o horologii w 1094 roku, oba teksty zostały opublikowane i szeroko rozpowszechnione drukiem na północy Chin (techniką drzeworytniczą). Na południu kraju dzieło było mniej znane aż do 1172 roku, kiedy to wydrukował je tam Shi Yuanzhi z Jiangsu.
Qian Zeng (1629–1699), uczony z przełomu Ming i Qing, posiadał stare wydanie dzieła Su i na jego podstawie wydał nowe, zwracając szczególną uwagę, by zachować tekst w stanie nienaruszonym, unikając parafrazowania i nieścisłości z tekstem oryginalnym. Jego wydanie wydrukował ponownie Zhang Xizu (1799–1844).
Tekst Su Songa o zegarze astronomicznym nie był jedynym dziełem na ten temat, które ukazało się za jego czasów. Kronika Song Shi (skompilowana w 1345 roku) zawiera informację o traktacie Shuiyunhun Tianjiyao (chiń. upr. 水运浑天机要; Wade-Giles Shui-yun-hun T’ien-chi-yao; dosł. „Podstawowe informacje na temat [techniki] napędzania aparatów astronomicznych wodą”), którego autorem był Yuan Taifa (chiń. 院泰蕟). Niestety, księga ta nie zachowała się.